# Enhetsoperation
En enhetsoperation är ett grundläggande processteg inom kemiteknik och närliggande områden inom processindustriell teknik och produktion. Varje enhetsoperation medför någon form av fysikalisk förändring av materialet i processen; exempel är krossning, blandning och destillering. En specifik tillverkningsprocess sätts samman av ett antal enhetsoperationer, medan enhetsoperationerna i sig är generella. Normalt finns det en valmöjlighet mellan flera olika typer av processindustriella utrustningar för att utföra en och samma enhetsoperation.
Begreppet enhetsoperation infördes av Arthur Dehon Little år 1916, och har sedan dess utgjort en viktig grund för kemitekniken som ingenjörsvetenskap, snarare än som enbart en del av den tillämpade kemin.